# プラッツ五香
プラッツ五香（プラッツごこう）は、千葉県松戸市五香にあるショッピングセンター。

## 概要
「リオ・ホールディングス」が運営・管理をしているショッピングセンターで、2019年9月4日に「プラッツ五香」として開業。
キャッチコピーは「晴れた日も、雨の日も、曇りの日も、いつでも、あなたの暮らしを支えたい。家族と、あなたの暮らしのそばに」
建物は1992年4月17日に開業した忠実屋フランツ五香店の頃から使用されている。忠実屋は1994年3月1日に株式会社ダイエーに吸収合併された。（忠実屋フランツ五香店はダイエーと提携が発表された直後に開業した。）これに伴い店名をダイエー五香店に変更した。しかし、業績悪化で経営再建中だったダイエーは2004年10月に産業再生機構傘下となり、2005年2月1日に全国の54の店舗を閉店することを発表され、2005年11月27日に閉店。
その後、オウル五香としてリニューアルオープン。そして、2019年9月4日よりプラッツ五香として生まれ変わった。施設名に「五香」と入っているが、最寄り駅は五香駅ではなく元山駅である。

## 沿革
- 1992年（平成4年）
  - 4月17日 - 忠実屋フランツ五香店が開業[2]。
- 1994年（平成6年）
  - 3月1日 - 忠実屋ブランド消滅に伴い、店名をダイエー五香店に変更。
- 2005年（平成17年）
  - 11月27日 - ダイエーが閉店。
- 2007年（平成19年）
  - 3月20日 - ギガマートが開業[4][5]。
- 2019年（平成31年・令和元年）
  - 1月13日 - ギガマートが閉店。
  - 9月4日 - プラッツ五香が開業。

## テナント
- 主なテナントは、スーパーバリュー生鮮市場、スーパーバリューホームセンター、ダイソー、東京靴流通センター
- 詳細は公式サイト「ショップガイド」を参照。

### 過去の主なテナント

#### オウル五香
- ギガマート（2007年3月20日開店[4][5] - 2019年1月13日閉店[4]）
- サンドラッグ
- 西松屋
- アシーネ
- ハニーズ
- モーリーファンタジー

## アクセス
- 京成松戸線
  - 元山駅より徒歩13分
  - 五香駅より徒歩19分、またはちばレインボーバス
- 東武野田線六実駅より徒歩25分

## 外部サイト
- プラッツ五香
- 公式Twitter
- 公式Instagram
- 公式Facebook

| スタブアイコン | サブスタブ | この項目は、まだ閲覧者の調べものの参照としては役立たない、千葉県に関連した書きかけの項目です。この項目を加筆・訂正などしてくださる協力者を求めています（P:日本の都道府県/千葉県）。 |